# Херман II (Батенберг)
Херман II фон Батенберг (на немски: Hermann II von Battenberg; * пр. 1277; † сл. 1314) е от 1286 до 1290 г. сърегент с баща си и от 1291 до 1314 г. последният управляващ граф на Батенберг.

## Произход и управление
Той е син на граф Видекинд II фон Батенберг и Витгенщайн († 1291) и съпругата му Елизабет фон Вайлнау († сл. 1291), незаконна дъщеря на граф Хайнрих IV фон Диц-Вайлнау († сл. 1281).
От 1286 г. Херман II управлява заедно с баща си. През 1291 г. със съгласието на баща му той продава половината Графство Батенберг на архиепископите на Майнц, а другата половина през 1296 г. Следващите години той често е свидетел в документи на ландграфовете на Хесен и на град Вайлнау. За последен път той е доказан през 1314 г.

## Деца
Херман II фон Батенберг има децата:
- Герхард фон Батенберг († 24 май ок. 1342?), граф на Батенберг, свещеник в Батенфелд (1288 – 1328), домхер в Майнц (1306 – 1336)
- ? Херман фон Батенберг († сл. 1327)
- ? Метца фон Батенберг († сл. 1334), омъжена за Конрад фон Флекенбюл